# Toni Berger
Anton „Toni“ Berger (* 27. März 1921 in München; † 29. Januar 2005 ebenda) war ein deutscher Schauspieler. Besondere Bekanntheit erlangte er durch seine Rollen als bayerischer Volksschauspieler.

## Leben
Aufgewachsen im Münchner Stadtteil Au, begann Toni Berger 1939 nach der Lehre in einer Gießerei mit dem Schauspielunterricht. Bereits als Kind hatte er seinen Freunden Puppentheaterstücke vorgespielt. Der Zweite Weltkrieg machte Berger, der eigentlich Opernsänger werden wollte, sämtliche Berufspläne zunichte.
Nach dem Kriegsdienst ging er 1945 mit dem damals noch genauso unbekannten Freund und Kollegen Gustl Bayrhammer ans Hoftheater Sigmaringen, wo er erste Berufserfahrungen sammelte. Durch seine Wandlungsfähigkeit und das Talent, Charakterrollen glaubhaft zu verkörpern, gelang es ihm, sich in der außerbayerischen Theaterszene einen Namen zu machen. Von 1966 bis 1972 spielte er im Nationaltheater von Mannheim und am Schillertheater in Berlin, außerdem in Bielefeld. In Sigmaringen trat er hin und wieder, insbesondere bei Personalengpässen im Musiktheater, auch als Bariton-Buffo in Operetten auf.
1972 holte ihn Kurt Meisel ans Münchner Residenztheater, unter anderem in der Rolle des Bürgermeisters in Der Hauptmann von Köpenick. In seiner ersten größeren Rolle übernahm er den „Illo“ von seinem verstorbenen Kollegen Hans Cossy im Wallenstein. Die Rolle seines Lebens fand er jedoch in dem bayerischen Volksstück Der Brandner Kaspar und das ewig’ Leben, in welchem er über tausendmal den Boandlkramer, den „Kerschgeist“-süchtigen bayerischen Tod, mit seinen nur allzu menschlichen Schwächen verkörperte. Dadurch wurde er, der vor allem die klassischen Charakterrollen gespielt hatte, zum Grandseigneur des bayerischen Komödienspiels. 1984 spielte er in Peter Zadeks Inszenierung von Henrik Ibsens „Baumeister Solness“ den alten Brovik. Als Berger nach dem Tod von Gustl Bayrhammer einige von dessen Rollenpositionen übernahm, erhöhte sich sein Bekanntheitsgrad weiter.
Auch in Film und Fernsehen war Toni Berger bald ein gefragter Mann. Er spielte in etlichen bekannten Fernsehserien Gastrollen, beispielsweise in Tatort, Weißblaue Geschichten, Derrick, Meister Eder und sein Pumuckl und Der Bulle von Tölz. Einem großen Publikum ist Berger vor allem als Martin Binser in Irgendwie und Sowieso und als Komet in Zur Freiheit bekannt. In Forsthaus Falkenau verkörperte Berger den Mönch Pater Franz „Ignatius“ Lechner. Unzählige Male stand er zudem auf den Brettern des Komödienstadels, zuletzt in dem Stück Das Attenhamer Christkindl im Jahr 2003.
1997 war Toni Berger, der seinen Hauptwohnsitz wieder nach München verlegt hatte, auch an der Kleinen Komödie am Max II und 2001 in der Komödie im Bayerischen Hof zu sehen. Seine letzten Auftritte hatte er im Dezember 2004 mit der Ludwig-Thoma-Lesung Die Heilige Nacht und am 19. Januar 2005 in dem Liederabend Kein schöner Land von Franz Wittenbrink in den Münchner Kammerspielen.
Toni Berger verstarb im Januar 2005 an Herzversagen und wurde auf dem Münchener Ostfriedhof (Grab-Nr.: 77-2-3) bestattet.

## Bühne
- Der Hauptmann von Köpenick
- Der verkaufte Großvater
- Der alte Feinschmecker
- ab 1975 – Der Brandner Kaspar und das ewig’ Leben; Volksstück von Kurt Wilhelm nach Franz von Kobell; Boanlkramer
- 2001 – Was zählt ist die Familie (Kleine Komödie am Max II – München)
- 2002–2003 – Pumuckl (Komödie im Bayerischen Hof – München)
- 2005 – Kein schöner Land

## Filmografie

### Filme
- 1972: Der Schrei der schwarzen Wölfe
- 1973: Der Mensch Adam Deigl und die Obrigkeit
- 1974: Goldfüchse
- 1975: Tatort: Das zweite Geständnis
- 1975: Der Brandner Kaspar und das ewig’ Leben; Fernsehfassung des Theaterstücks
- 1975: Der Wohltäter
- 1976: Tatort: Wohnheim Westendstraße
- 1977: Das Schlangenei; Regie: Ingmar Bergman
- 1979: Die Überführung
- 1979: Der Durchdreher; Regie: Helmut Dietl
- 1979: Der Ruepp; Regie: Kurt Wilhelm
- 1979: Moral; Regie: Kurt Wilhelm
- 1980: Aus dem Leben der Marionetten; Regie: Ingmar Bergman
- 1982: Doktor Faustus; Regie: Franz Seitz junior nach Thomas Mann
- 1983: Der Glockenkrieg (TV)
- 1984: Der letzte Stammtisch (Kurzfilm); Regie: Rainer Erler
- 1985: Seitenstechen
- 1985: Zuckerbaby
- 1987: Hatschipuh
- 1988: Anna – Der Film
- 1989: Tatort: Bier vom Faß
- 1989: Auf dem Abstellgleis
- 1991: Erfolg
- 1993: Madame Bäurin
- 1994: Pumuckl und der blaue Klabauter
- 1996: Der Bulle von Tölz: Unter Freunden
- 1999: Typisch Ed!
- 2000: Utta Danella – Der schwarze Spiegel
- 2001: Sommerwind
- 2004: Zwei am großen See
- 2004: Der Bergpfarrer

### Fernsehserien
- 1974 Münchner Geschichten
- 1975: Der Kommissar
- 1976: Zwickelbach & Co
- 1976–2003: Der Komödienstadel (13 Folgen)
- 1977–1988: Polizeiinspektion 1
- 1977–1990: Derrick
- 1978–1986: Der Alte
- 1979 –: Der ganz normale Wahnsinn (Fernsehserie)
- 1979: Vater Seidl und sein Sohn
- 1981: Der Gerichtsvollzieher
- 1982: Zeit genug
- 1982–1989: – Meister Eder und sein Pumuckl (8 Folgen)
- 1983: Unsere schönsten Jahre
- 1983: Monaco Franze
- 1984: Franz Xaver Brunnmayr (13 Folgen)
- 1984–1986: Weißblaue Geschichten
- 1985: Geschichten aus der Heimat (Fernsehserie) Episode: Die Platzwunde
- 1986: Die Krimistunde (Fernsehserie, Folge 21, Episode: "Steckenpferderennen")
- 1986: Irgendwie und Sowieso
- 1986: Kir Royal
- 1987–1988: Zur Freiheit
- 1987–1991: Löwengrube
- 1989–1993: Zwei Münchner in Hamburg
- 1990–1993: Heidi und Erni
- 1992: Im Schatten der Gipfel
- 1993: Ein Schloß am Wörthersee
- 1994–1995: Unsere Schule ist die Beste
- 1994–1996: Anna Maria – Eine Frau geht ihren Weg
- 1996: Der Bulle von Tölz
- 1996: Solange es die Liebe gibt
- 1997–2005: Forsthaus Falkenau
- 1998: Tierarzt Dr. Engel
- 2002: Café Meineid
- 2003: Die Rosenheim-Cops

## Hörspiele (Auswahl)
- 1967: Herbert W. Franke: Science Fiction im Hörfunk: Der Magmabrunnen – Regie: Reinhard Zobel (Original-Hörspiel – SDR)
- 1969: Barbara Enders: Aufzeichnungen aus der Vorstadt – Regie: Hanns Korngiebel (Hörspiel – RIAS/ORF)
- 1970: Reinhard Hummel: Liebesdivision. Hörspiel mit Beat – Regie: Ulrich Gerhardt; Reinhard Hummel (Hörspiel – RB)
- 1978: Walter Harlan: Seinerzeit ausverkauft: Das Nürnbergisch Ei – Regie: Heinz-Günter Stamm (Hörspielbearbeitung – BR)
- 1980–1983: Willy Purucker: Die Grandauers und ihre Zeit (15 Folgen) – Regie: Willy Purucker (Original-Hörspiele – BR)
- 1981: Anton Maly: Der Komödienstadel: Schneesturm – Regie: Olf Fischer (Hörspielbearbeitung – BR)
- 1993: Heinrich Ludwig: Professor Sinowitsch, Erfinder (7 Teile) (Titelrolle) – Regie: Werner Simon (Kinderhörspiel – BR)
- 2000: Gordian Beck: Lauter nette Menschen – Regie: Christoph Dietrich (Kriminalhörspiel – BR)

## Auszeichnungen
- 1972 – Bayerischer Staatsschauspieler
- 1978 – Ludwig-Thoma-Medaille der Stadt München
- 1984 – Bayerischer Poetentaler
- 1996 – Verdienstmedaille PRO MERITIS vom Bayerischen Kultusminister
- 2007 – Die Toni-Berger-Straße im Münchner Stadtbezirk Aubing-Lochhausen-Langwied wurde nach ihm benannt (Stadtratsbeschluss vom 14. Juni)

## Buch
- Nichts wird dir geschenkt im Leben 2003, ISBN 3-932529-52-9